# Maison Pieper
La Maison Pieper est  une réalisation due à l'architecte Victor Rogister.
Sa façade est considérée comme une des plus belles œuvres de style art nouveau à Liège.

## Situation et histoire
Cette maison se situe sur le quai Mativa au no 34 face à la Dérivation de la Meuse et au parc de la Boverie. Elle fut commandée à Victor Rogister par le fabricant d'armes Nicholas Pieper et édifiée en 1908. À cette époque, Victor Rogister est déjà un architecte reconnu. Il a notamment construit la Maison Magis en 1902, la Maison Piot en 1904, la Maison Counet en 1905 et la Maison Lapaille en 1906.

## Description

### La façade
La façade de la Maison Pieper se compose de deux travées aux proportions équivalentes mais d'une composition très différente.
Au rez-de-chaussée, la pierre de taille laisse peu de place à quelques moellons de grès tandis qu'aux étages, la brique rouge domine la construction. La porte d'entrée en chêne est finement sculptée. Des vitraux et petits bois ornent les baies du second étage ainsi que du premier étage au côté gauche. On ne peut que regretter la baie vitrée moderne sur l'oriel.

### Les sculptures

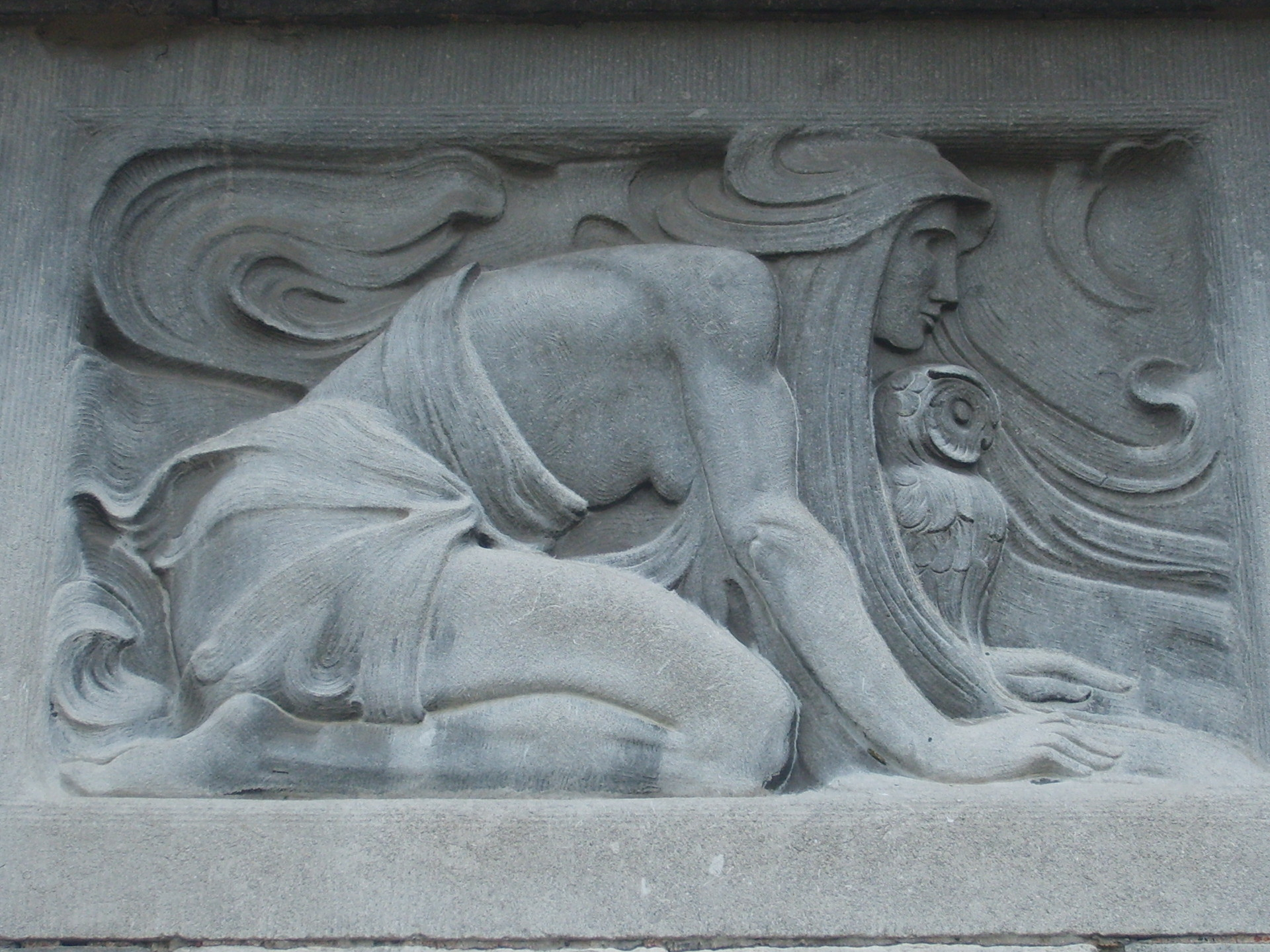
Maison Pieper: sculpture "la nuit"

Cette maison vaut surtout pour ses multiples sculptures sur pierre. Pas moins de treize figures sont visibles sur la façade. Elles furent exécutées par le maître liégeois Oscar Berchmans. Et ici, la quantité ne nuit en rien à la qualité. Comme pour la Maison Piot, la symbolique maçonnique est très présente dans cette pierre sculptée.
Au sommet des pilastres (partie droite), on peut voir deux têtes de barbus extasiés. Au milieu, deux angelots tiennent d'une main un disque représentant la lettre P, initiale patronymique du propriétaire Nicholas Pieper. 
Aux coins supérieurs de l'oriel, quatre petites têtes semblent sortir des colonnes. À la base de l'oriel, une tête d'Isis au centre de huit carrés de fleurs domine deux figures féminines aux yeux clos, placées sur des consoles travaillées jusqu'à leur base.
Au-dessus de la porte d'entrée, on remarque une chouette au plumage exagérément déployé.
Enfin, de chaque côté de la porte, une allégorie agenouillée et soumise accompagne une chouette du côté gauche (représentation de la nuit) et un coq du côté droit (le jour).